# Rapala ingana
Rapala ingana är en fjärilsart som beskrevs av Hans Fruhstorfer 1912. Rapala ingana ingår i släktet Rapala och familjen juvelvingar. Inga underarter finns listade.